# Terra Nova do Norte
Terra Nova do Norte – miasto i gmina w Brazylii, w stanie Mato Grosso.